# Caput draconis (asterismo)

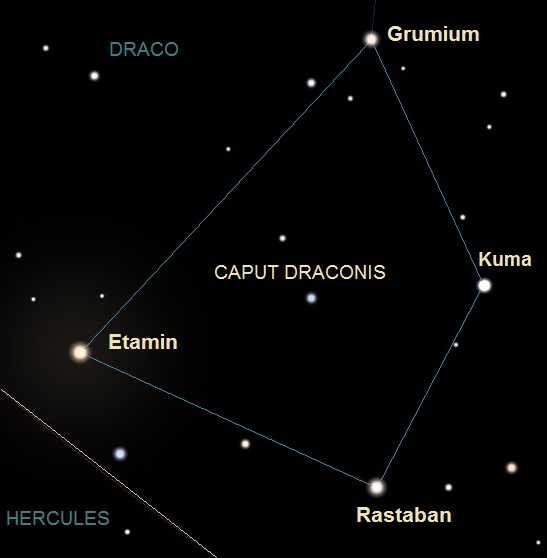
Caput draconis, es un asterismo parte de la constelación Draco. La cabeza del dragón. Lozenge

Caput Draconis (en español Cabeza del dragón) es un asterismo conocido desde la antigüedad clásica como parte de la constelación de Draco (El Dragón).
De forma romboidal, sus cuatro estrellas son: Rastaban, Etamin, Kuma y Grumium. Es por esta forma de rombo, por lo que en algunos países anglófonos (especialmente en América del Norte) es denominado como Lozenge, que significa "Rombo" o "Diamante".
Este asterismo es circumpolar para latitudes superiores a 38º 31' N.

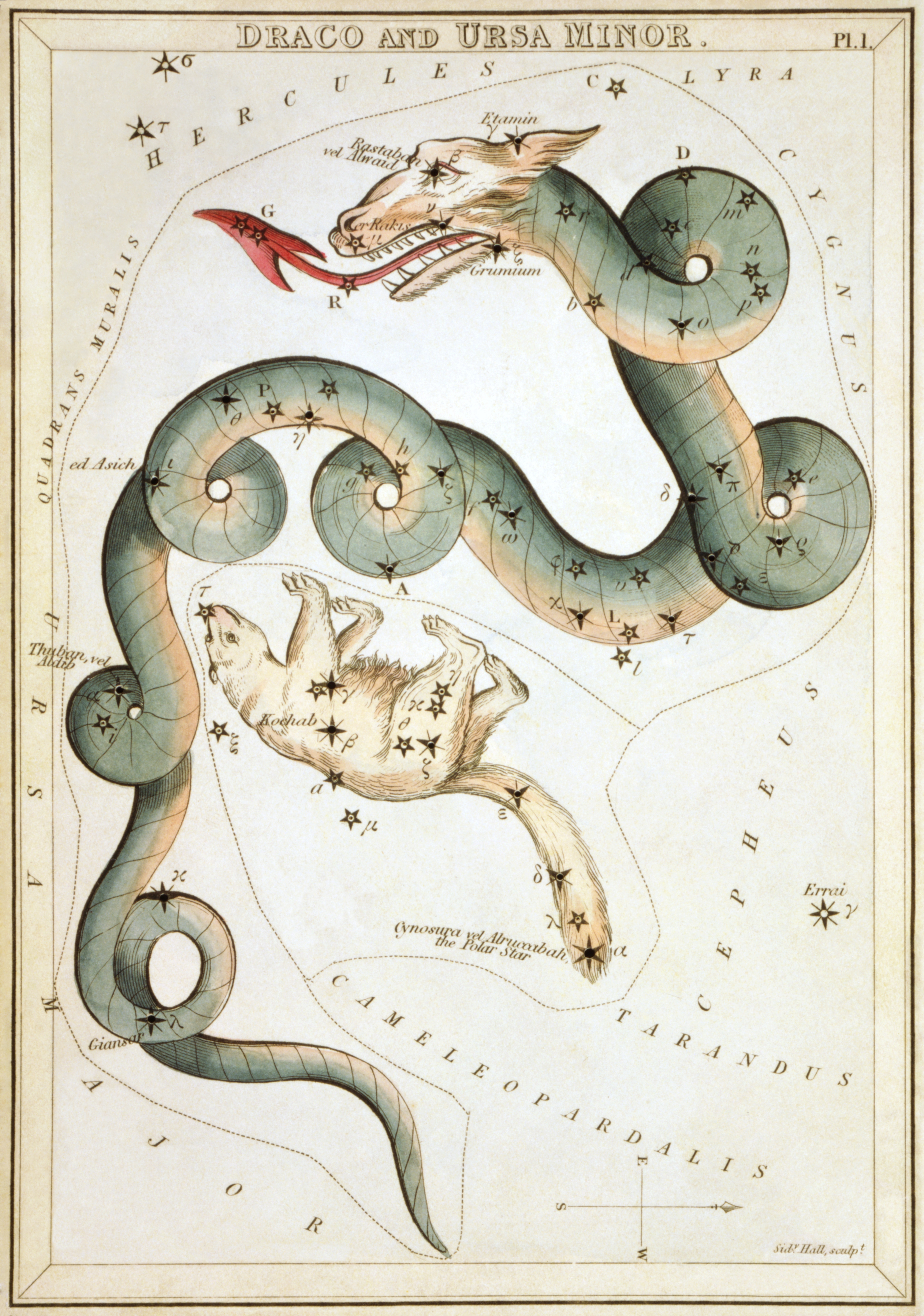
El Dragón rodea al polo norte celeste, albergando en su interior a la Osa Menor. Ilustración procedente de una serie de láminas sobre constelaciones publicados en Londres hacia 1825 y conocido como Urania's Mirror (El Espejo de Urania)

## Etimología y tradición estelar
Al Rās al Thuʿbān رأس الثعبان (d=raʾs aṯ-ṯuʿbān), es el nombre árabe para este asterismo y cuyo significado es Cabeza de Dragón, finalmente este nombre pasó a designar a la estrella β draconis como Rastaban o Rastaben e italianizado en épocas posteriores como Raso tabbani (según Schickard).
En la tradición estelar árabe, este asterismo recibía el nombre de Al'Awāïd (Los dromedarios) incluyendo además de β draconis, que por ser la más brillante del grupo, ostentaba el título de "Madre de los dromedarios" y que además de incluir las propias del rombo: γ draconis (Etamin), ν draconis (Kuma) y ξ draconis (Grumium), se incluye a μ draconis (Arrakis). A su vez, la estrella β draconis se denomina también Alwaid y latinizado el nombre se llegó a denominar en la Edad Media como Quinque dromedarii (el quinto dromedario).
Otra traducción asimilada desde el árabe para Al'Awāïd fue Al'Awwād cuyo significado es "el que toca el laud".

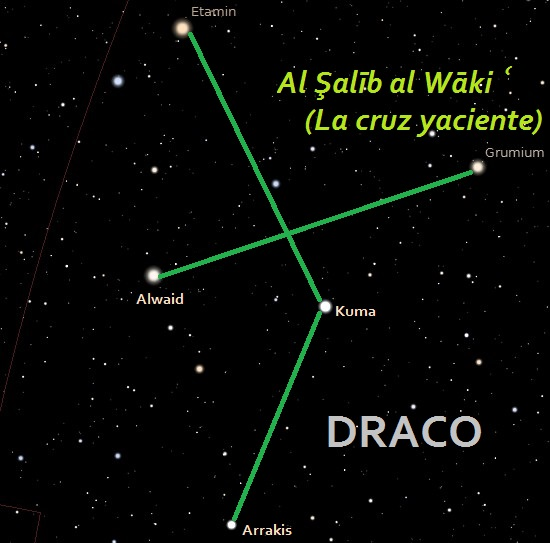
Al Şalīb al Wākiʿ (La cruz yaciente) es un asterismo equivalente a la Caput draconis (Cabeza del Dragón) y a la antiquísima constelación bereber de Los Dromedarios.

También usado el término Al Rāķis para referirse a este asterismo y cuyo significado es "La bailarina" o también "el camello trotador o bailarín", finalmente, este nombre fue dedicado exclusivamente para nombrar a la estrella μ draconis, que aunque está fuera del rombo, para los árabes era el mismo asterismo de Los Dromedarios y finalmente el nombre ha llegado hasta nuestros días como Arrakis.
Al Şalīb al Wākiʿ que significa "la cruz yaciente" es otro nombre que recibe el asterismo de "Los dromedarios". El travesaño mayor de la cruz lo componen las estrellas: γ draconis (Etamin), μ draconis (Arrakis) y ν draconis (Kuma). El travesaño menor de la cruz lo forman: β draconis (Rastaban o Alwaid) y ξ draconis (Grumium).
β draconis y γ draconis separadas por 4º y cerca del coluro de los solsticios han sido conocidas como Los ojos del Dragón aunque hoy en día incorrecto, pues Proctor
pensó que la cabeza del dragón miraba de frente, pero en dibujos modernos, estas estrellas quedan ubicadas en la parte superior de la cabeza.
Durante la Edad Media hubo una nueva denominación de la estrella β draconis, procedente del árabe Al Shujāʿ (La serpiente) pasó a denominarse Asuia que a veces se escribía como Asvia siendo un cultismo por utilizar v en vez de u.

## Estrellas
| Nombre propio | B  | F  | HD     | HIP   | AR                | Dec          | vis. mag. | abs. mag. | Dist. (a/l) | Clase esp. | Otros nombres propios                   |
| ------------- | -- | -- | ------ | ----- | ----------------- | ------------ | --------- | --------- | ----------- | ---------- | --------------------------------------- |
| γ Dra         | γ  | 33 | 164058 | 87833 | 17 h 56 m 36.38 s | +51°29′20.2″ | 2.24      | −1.04     | 148         | K5III      | Eltanin, Etamin, Rastaban, Rastaben     |
| β Dra         | β  | 23 | 159181 | 85670 | 17 h 30 m 25.98 s | +52°18′04.9″ | 2.79      | −2.43     | 361         | G2II       | Rastaban, Rastaben, Alwaid, Asuia       |
| ξ Dra         | ξ  | 32 | 163588 | 87585 | 17 h 53 m 31.63 s | +56°52′20.8″ | 3.73      | 1.06      | 111         | K2III      | Grumium, Genam, Nodus Primus, Nodus I   |
| ν2 Dra        | ν2 | 25 | 159560 | 85829 | 17 h 32 m 15.88 s | +55°10′22.1″ | 4.86      | 2.43      | 100         | Am         | Kuma; component of the ν Dra system     |
| ν1 Dra        | ν1 | 24 | 159541 | 85819 | 17 h 32 m 10.42 s | +55°11′02.8″ | 4.89      | 2.48      | 99          | Am...      | Kuma; component of the ν Dra system     |
| μ Dra A       | μ  | 21 | 154905 | 83608 | 17 h 05 m 20.18 s | +54°28′11.5″ | 4.91      | 2.76      | 88          | F5         | Arrakis, Errakis, Al Rakis; double star |